# Jan van Tilburg
Jan van Tilburg (Rotterdam,16 juni 1900 – Rotterdam, 21 oktober 1977) was een PvdA-bestuurder en Eerste Kamerlid, die tussen 1956 en 1962 gouverneur was van Suriname.
Na de lagere school ging Van Tilburg naar de openbare Hogere Burgerschool, het huidige Libanon Lyceum. Vervolgens volgde hij een opleiding tot surnumerair der directe belastingen voor invoerrechten en accijnzen. Binnen de Belastingdienst maakte hij carrière en werd uiteindelijk in 1944 hoofdinspecteur der Rijksbelastingen in Rotterdam. Tijdens de Tweede Wereldoorlog nam hij deel aan het verzet, waarbij zijn belangrijkste activiteit de financiering was van de stakers tijdens de spoorwegstaking van 1944-1945.
Na de oorlog werd hij voor de Vrijzinnig-Democratische Bond lid van de gemeenteraad en wethouder van financiën en het havenbedrijf van Rotterdam. In 1946 stapte hij over naar de Partij van de Arbeid. Naast zijn wethouderschap in Rotterdam was Van Tilburg van 1946 tot 1951 en van 1954 tot 1955 lid van de Provinciale Staten van Zuid-Holland en van 1951 tot 1955 lid van de Eerste Kamer der Staten-Generaal.
Hierna was hij van 1956 tot 1962 gouverneur van Suriname. In deze tijd werd de uitvoering van het Brokopondoplan ter hand genomen. In Suriname kampte Van Tilburg met gezondheidsproblemen, maar kon na behandeling in Nederland terugkeren naar Suriname. Na terugkomst in Nederland was hij van 1962 tot 1967 voorzitter van de Scheepvaart Vereniging Zuid, de werkgeversvereniging van de havenondernemers in Rotterdam.
- Biografisch Portaal: 87595578
- Parlement.com: vg09llb2ppyy